# 静岡県道391号細江浜北線
静岡県道391号細江浜北線（しずおかけんどう391ごう ほそえはまきたせん）は静岡県浜松市浜名区、中央区を通る県道である。

## 概要
西遠都市圏の都市交通マスタープランにおいて提唱されている環状4号線（外環状線）の
一端を担っている路線であり、静岡県道65号浜松環状線の外周を走る形となっている。
浜名区染地台五丁目交差点－同区平口新田交差点区間においてバイパスが整備されており、
この区間のみ一部高架の片道2車線である。

### 路線データ
- 陸上距離：11.6km
- 起点：浜松市浜名区細江町中川（静岡県道261号磐田細江線、静岡県道305号金指停車場和地線交点）
- 終点：浜松市浜名区貴布祢（静岡県道363号高薗貴布祢線交点）

## 歴史
- 1983年3月31日 認定
- 2000年代後半 バイパス道路が開通。こちらはサンストリート浜北南側の国道152号線との交差点が終点である。
- 2023年9月21日 浜松市浜北区小松の雷神橋が架け替え[1]。

## 重複区間
- 静岡県道305号金指停車場和地線（浜松市浜名区細江町中川・湖東交差点 - 浜松市中央区根洗町・根洗交差点） (1.7km)
- 静岡県道318号横尾根洗線（浜松市浜名区都田町・根洗交差点 - 浜松市中央区根洗町・根洗町北交差点） (1.1km)
- 静岡県道296号熊小松天竜川停車場線（浜松市浜名区小松・小松八幡交差点 - 浜松市浜名区小松東町交差点） (0.8km)

## 通過する自治体
- 静岡県
  - 浜松市（浜名区 - 中央区 - 浜名区）

## 接続路線
- 静岡県道261号磐田細江線
- 静岡県道305号金指停車場和地線
- 静岡県道318号横尾根洗線
- 国道152号
- 静岡県道296号熊小松天竜川停車場線
- 静岡県道311号小松笠井線
- 静岡県道363号高薗貴布祢線